# Ernst Grosse (Ingenieur)
Ernst Grosse (* 17. Oktober 1883 in Bomlitz; † 15. März 1945 in Misburg vor Hannover) war ein deutscher Ingenieur, Industrieller und Politiker.

## Leben
Ernst Grosse studierte Chemie an den Technischen Hochschulen in Hannover und Danzig. 1902 wurde er im Corps Saxonia Hannover aktiv und 1905 im Corps Saxonia Danzig. Als Dipl.-Ing. übernahm er die Aufgaben des Technischen Leiters der Hannoverschen Portland-Cementfabrik. Die Interessen der Industrie vertrat er auch als Vorsitzender des Industrievereins Hannover.
Gegen Ende der Weimarer Republik übernahm Ernst Grosse von 1929 bis 1933 die Aufgaben eines Abgeordneten des Hannoverschen Provinziallandtags. Daneben gehörte er dem Verein Deutscher Ingenieure (VDI) und dem Hannoverschen Bezirksverein des VDI an.